# Vojtěch Ondrouch
Vojtěch Ondrouch (6. dubna 1891 Smržice – 15. června 1963 Bratislava) byl československý historik zaměřený zejména na oblast protohistorie, archeologie a numismatiky. Přednášel na Filozofické fakultě Univerzity Komenského v Bratislavě, v 50. letech pracoval ve Slovenském muzeu a ve Slovenské akademii věd.

## Život a dílo
Vojtěch Ondrouch byl nejstarším z 12 dětí chudé rodiny krejčího, jeho život ovlivnil při studiích na prostějovském gymnázium třídní profesor Jan Kamenář, jazykovědec a překladatel německých klasiků. Maturoval v roce 1911, v roce 1917 získal titul ThDr. na teologické fakultě v Olomouci, krátce působil jako kaplan na Valašsku v Ostravici a v Bílé. Na Filozofické fakultě Univerzity Karlovy v Praze absolvoval studium učitelství na středních školách pro obor dějepis a zeměpis (1924) a věnoval se pedagogické práci na různých středních školách (mimo jiné v Handlové, ve Skalici, a v Bratislavě). V roce 1930 získal titul PhDr. a od roku 1934 přednášel dějiny starověku na filozofické fakultě bratislavské univerzity, v roce 1945 byl jmenován profesorem.
Vědecká práce Vojtěcha Ondroucha byla zaměřena především na období starověku a na výzkum období římského impéria na Slovensku.